# Wzdręga grecka
Wzdręga grecka (Scardinius graecus) – gatunek słodkowodnej ryby z rodziny karpiowatych (Cyprinidae).

## Występowanie
Jezioro Yliki w Beocji (centralna Grecja. Żyje w stadach.

## Charakterystyka
Ciało długie, bocznie spłaszczone. Na głowie charakterystyczne wgłębienie. Dorasta do 35 (maksymalnie 45) cm długości. 

## Odżywianie
Żywi się głównie skorupiakami, larwami owadów i owadami, oraz roślinami wodnymi.